# Ratpenat llengut de Davis
El ratpenat llengut de Davis (Glossophaga leachii) és una espècie de ratpenat de Centreamèrica, des de Mèxic fins a Costa Rica, on viu fins als 2.400 metres sobre el nivell del mar.